# Selket
In het Oude Egypte was Selket een goedaardige godin die werd afgebeeld als een vrouw met een schorpioenhoofd of een schorpioen met een vrouwenhoofd. Soms wordt ze afgebeeld zonder staart.
Ze beschermde de mensen op aarde tegen giftige beten en waakte met de andere beschermgodinnen Isis, Neith en Nephthys en de vier zonen van Horus over de canopen met de ingewanden van de overledene.
Haar priesteressen waren gespecialiseerd in het behandelen van insectenbeten en schorpioenensteken. Hun behandeling bestond uit magische en medische aspecten.